# Norşuntepe
Koordinaten: 38° 37′ 8″ N, 39° 28′ 12″ O
Norşuntepe (eigentlich Norşuntepe Höyüğü) ist ein Tell in der Türkei, etwa 25 km östlich von Elazığ. Er liegt heute im Bereich der Keban-Talsperre, so dass von ihm nur eine Insel im Stausee übrig geblieben ist. Die Krone des Hügels hatte eine Fläche von rund 500 m auf 300 m, innerhalb derer Siedlungsspuren feststellbar waren.
Norşuntepe wurde ab 1968 vom Deutschen Archäologischen Institut unter Leitung des Heidelberger Professors für Ur- und Frühgeschichte Harald Hauptmann ausgegraben. 1974 mussten die Arbeiten wegen des durch den Bau der Keban-Talsperre steigenden Wasserspiegels eingestellt werden.
Bei den Ausgrabungen konnten 40 Siedlungsschichten identifiziert werden, die vom späten Chalkolithikum über alle Phasen der Bronzezeit bis hin zu einer urartäischen Siedlung in der späten Eisenzeit reichten. Aus der Eisenzeit stammen auch mehrere reich ausgestattete Gräber. Die urartäische Siedlung wurde durch einen Brand zerstört und aufgegeben.